# Cotulla (Texas)
Cotulla es una ciudad ubicada en el condado de La Salle en el estado estadounidense de Texas. En el Censo de 2010 tenía una población de 3.603 habitantes y una densidad poblacional de 692,45 personas por km².

## Geografía
Cotulla se encuentra ubicada en las coordenadas 28°26′11″N 99°14′12″O / 28.43639, -99.23667. Según la Oficina del Censo de los Estados Unidos, Cotulla tiene una superficie total de 5.2 km², de la cual 5.2 km² corresponden a tierra firme y (0.1%) 0.01 km² es agua.

## Demografía
Según el censo de 2010, había 3.603 personas residiendo en Cotulla. La densidad de población era de 692,45 hab./km². De los 3.603 habitantes, Cotulla estaba compuesto por el 87.43% blancos, el 0.58% eran afroamericanos, el 0.44% eran amerindios, el 0.19% eran asiáticos, el 0% eran isleños del Pacífico, el 9.77% eran de otras razas y el 1.58% pertenecían a dos o más razas. Del total de la población el 87.32% eran hispanos o latinos de cualquier raza.